# Liste der Kulturdenkmäler in Hasselroth
Die folgende Liste enthält die in der Denkmaltopographie ausgewiesenen Kulturdenkmäler auf dem Gebiet  der Gemeinde Hasselroth, Main-Kinzig-Kreis, Hessen.
Hinweis: Die Reihenfolge der Denkmäler in dieser Liste orientiert sich zunächst an Ortsteilen und anschließend der Anschrift, alternativ ist sie auch nach der Bezeichnung, der vom Landesamt für Denkmalpflege vergebenen Nummer oder der Bauzeit sortierbar.
Kulturdenkmäler werden fortlaufend im Denkmalverzeichnis des Landes Hessen durch das Landesamt für Denkmalpflege Hessen auf Basis des Hessischen Denkmalschutzgesetzes (HDSchG) geführt. Die Schutzwürdigkeit eines Kulturdenkmals hängt nicht von der Eintragung in das Denkmalverzeichnis des Landes Hessen oder der Veröffentlichung in der Denkmaltopographie ab.

Das Vorhandensein oder Fehlen eines Objekts in dieser Liste ist keine rechtsverbindliche Auskunft darüber, ob es Kulturdenkmal ist oder nicht: Diese Liste entspricht möglicherweise nicht dem aktuellen Stand der offiziellen Denkmaltopographie. Diese ist für Hessen in den entsprechenden Bänden der Denkmaltopographie Bundesrepublik Deutschland und im Internet unter DenkXweb – Kulturdenkmäler in Hessen einsehbar. Auch diese Quellen sind, obwohl sie durch das Landesamt für Denkmalpflege Hessen aktualisiert werden, nicht immer aktuell, da es im Denkmalbestand immer wieder Änderungen gibt.
Eine verbindliche Auskunft erteilt allein das Landesamt für Denkmalpflege Hessen.
Nutze diese Kartenansicht, um Koordinaten in der Liste zu setzen. In dieser Kartenansicht sind Kulturdenkmale ohne Koordinaten mit einem roten bzw. orangen Marker dargestellt und können in der Karte gesetzt werden. Kulturdenkmale ohne Bild sind mit einem blauen bzw. roten Marker gekennzeichnet, Kulturdenkmale mit Bild mit einem grünen bzw. orangen Marker.

## Kulturdenkmäler nach Ortsteilen

### Gondsroth
| Bild            | Bezeichnung         | Lage                                                  | Beschreibung | Bauzeit            | Objekt-Nr. |
| --------------- | ------------------- | ----------------------------------------------------- | --- | ------------------ | ---------- |
| Bild gesucht BW | Friedhofummauerung  | Hauptstraße LageFlur: 4, Flurstück: 9                 | | 19. Jahrhundert    | 128968 DDB |
| weitere Bilder  | Evangelische Kirche | Hauptstraße 24 LageFlur: 6, Flurstück: 15/1           | Schlichter kleiner Saalbau mit dreiseitigem Schluss und wehrhaftem Westturm mit Spitzhelm. Westportal um 1500, Innenausstattung 1717. | Ersterwähnung 1243 | 128140 DDB |
| Bild gesucht BW |                     | Hauptstraße 43/43a LageFlur: 6, Flurstück: 71/4, 71/5 | | 18. Jahrhundert    | 128966 DDB |
| Bild gesucht BW | Gasthaus            | Hauptstraße 45 LageFlur: 6, Flurstück: 79/1           | | 19. Jahrhundert    | 128967 DDB |
| Bild gesucht BW |                     | Nebenstraße 6 LageFlur: 6, Flurstück: 4/6             | | 19. Jahrhundert    | 128139 DDB |
| Bild gesucht BW |                     | Nebenstraße 6a LageFlur: 6, Flurstück: 4/2            | | 20. Jahrhundert    | 128969 DDB |
| Bild gesucht BW |                     | Nebenstraße 10 LageFlur: 6, Flurstück: 10             | | 1893               | 128970 DDB |

### Neuenhaßlau
| Bild                     | Bezeichnung                    | Lage                                                                                    | Beschreibung                                      | Bauzeit         | Objekt-Nr. |
| ------------------------ | ------------------------------ | --------------------------------------------------------------------------------------- | ------------------------------------------------- | --------------- | ---------- |
| Bild gesucht BW          | Gesamtanlage I, Alter Ortskern | Weiher mit Grünanlage, die ehemalige Tongrube, Altgasse, Hauptstraße, Wiesenstraße Lage |                                                   |                 | 128162 DDB |
| Bild gesucht BW          | Gesamtanlage II, Bahnhofstraße | Bahnhofstraße Lage                                                                      | Erweiterung entlang der Bahnhofstraße nach 1900.  |                 | 128971 DDB |
| Bild gesucht BW          |                                | Alte Hanauer Landstraße 15 LageFlur: 12, Flurstück: 22/1, 55                            |                                                   | Um 1900         | 128978 DDB |
| Bild gesucht BW          |                                | Alte Hanauer Landstraße 17/21 LageFlur: 12, Flurstück: 20/5, 20/6                       |                                                   | Um 1900         | 128979 DDB |
| Bild gesucht BW          | Kriegerdenkmal                 | Auf dem Meerrain LageFlur: 6, Flurstück: 72, 73                                         |                                                   | 20. Jahrhundert | 128986 DDB |
| Bild gesucht BW          |                                | Bahnhofstraße 7 LageFlur: 15, Flurstück: 166/2                                          |                                                   | 1911            | 128972 DDB |
| Bild gesucht BW          |                                | Bahnhofstraße 8 LageFlur: 14, Flurstück: 61                                             |                                                   | 1912            | 717943 DDB |
| Bild gesucht BW          | Gasthaus                       | Bahnhofstraße 32 LageFlur: 15, Flurstück: 128/2                                         |                                                   | 1904            | 128973 DDB |
| Bild gesucht BW          |                                | Bahnhofstraße 33 LageFlur: 17, Flurstück: 238/50                                        |                                                   | 1924            | 128974 DDB |
| Bild gesucht BW          |                                | Bahnhofstraße 35/37 LageFlur: 17, Flurstück: 236/49, 237/50                             |                                                   | 20. Jahrhundert | 128975 DDB |
| Bild gesucht BW          | Dorfgemeinschaftshaus          | Heegstraße 11 LageFlur: 12, Flurstück: 98/1                                             | Ehemalige Zehntscheune                            |                 | 128178 DDB |
| Bild gesucht BW          | Forsthof                       | Rathausstraße 13 (bis 2013: Hauptstraße) LageFlur: 14, Flurstück: 444/1                 |                                                   | 20. Jahrhundert | 128179 DDB |
| Bild gesucht BW          |                                | Rathausstraße 15 (bis 2013: Hauptstraße) LageFlur: 14, Flurstück: 442                   |                                                   | 19. Jahrhundert | 128980 DDB |
| Bild gesucht BW          |                                | Rathausstraße 18 (bis 2013: Hauptstraße) LageFlur: 12, Flurstück: 95/2                  |                                                   | 1860            | 128981 DDB |
| Altes Schul- und Rathaus | Altes Schul- und Rathaus       | Rathausstraße 22 (bis 2013: Hauptstraße) LageFlur: 13, Flurstück: 63/4                  |                                                   | 1777            | 128141 DDB |
| Bild gesucht BW          |                                | Rathausstraße 24 (bis 2013: Hauptstraße) LageFlur: 13, Flurstück: 66/2                  |                                                   | 1908            | 128982 DDB |
| Bild gesucht BW          |                                | Rathausstraße 25 (bis 2013: Hauptstraße) LageFlur: 13, Flurstück: 47/2                  |                                                   | 19. Jahrhundert | 128983 DDB |
| Bild gesucht BW          |                                | Rathausstraße 33 (bis 2013: Hauptstraße) LageFlur: 13, Flurstück: 26/3                  |                                                   | 19. Jahrhundert | 128984 DDB |
| Bild gesucht BW          |                                | Rathausstraße 35 (bis 2013: Hauptstraße) LageFlur: 13, Flurstück: 23                    |                                                   | 1926            | 128985 DDB |
| Bild gesucht BW          |                                | Rathausstraße 44 (bis 2013: Hauptstraße) LageFlur: 13, Flurstück: 101/4                 |                                                   | 18. Jahrhundert | 128142 DDB |
| Bild gesucht BW          | „Waldheim“                     | Weiherweg 1 LageFlur: 21, Flurstück: 11/2                                               | Hessisches Übergangsheim für Aus- und Übersiedler |                 | 128987 DDB |
| Bild gesucht BW          |                                | Wilhelmstraße 1 LageFlur: 11, Flurstück: 188/34                                         |                                                   | 1906            | 128988 DDB |
| Bild gesucht BW          |                                | Wilhelmstraße 5 LageFlur: 11, Flurstück: 186/30                                         |                                                   | 1910/11         | 128989 DDB |
| Bild gesucht BW          |                                | Wilhelmstraße 7 LageFlur: 11, Flurstück: 277                                            |                                                   | 1910/11         | 128990 DDB |

### Niedermittlau
| Bild | Bezeichnung                   | Lage | Beschreibung | Bauzeit            | Objekt-Nr. |
| --- | ----------------------------- | --- | --- | ------------------ | ---------- |
| Bild gesucht BW                                                                                         | Gesamtanlage Ortskern         | In der Ecke, Hebbrunnenstraße, Kirchgasse, Postweg, Stichelstraße Lage                                         | |                    | 128991 DDB |
| Bild gesucht BW                                                                                         | Gemeindebackofen              | Alte Dorfstraße (bis 2013: Hauptstraße) (neben Nr. 41) LageFlur: 8, Flurstück: 231                             | | 1779               | 128144 DDB |
| Bild gesucht BW                                                                                         | Gemeindewiegehäuschen         | Alte Dorfstraße 2 (bis 2013: Hauptstraße) (bei Postweg 8) LageFlur: 9, Flurstück: 50/3                         | |                    | 129016 DDB |
| Bild gesucht BW                                                                                         |                               | Alte Dorfstraße 10 (bis 2013: Hauptstraße) LageFlur: 8, Flurstück: 158/3                                       | Stallscheune | 19. Jahrhundert    | 128993 DDB |
| Bild gesucht BW                                                                                         | Sachteil Sandsteinpfosten     | Alte Dorfstraße 14 (bis 2013: Hauptstraße) LageFlur: 8, Flurstück: 148/4                                       | | Um 1800            | 128995 DDB |
| Bild gesucht BW                                                                                         | Gasthof „Zum Adler“           | Alte Dorfstraße 19 (bis 2013: Hauptstraße) LageFlur: 8, Flurstück: 179/1                                       | | 1902               | 128994 DDB |
| Bild gesucht BW                                                                                         |                               | Alte Dorfstraße 22 (bis 2013: Hauptstraße) LageFlur: 8, Flurstück: 443/123                                     | | 18. Jahrhundert    | 128998 DDB |
| Bild gesucht BW                                                                                         |                               | Alte Dorfstraße 26 (bis 2013: Hauptstraße) LageFlur: 8, Flurstück: 441/116                                     | | Um 1800            | 129000 DDB |
| Bild gesucht BW                                                                                         |                               | Alte Dorfstraße 28 (bis 2013: Hauptstraße) LageFlur: 8, Flurstück: 114/1                                       | | 19. Jahrhundert    | 129001 DDB |
| Bild gesucht BW                                                                                         |                               | Alte Dorfstraße 31 (bis 2013: Hauptstraße) LageFlur: 8, Flurstück: 201/3                                       | | Um 1800            | 128996 DDB |
| Bild gesucht BW                                                                                         |                               | Alte Dorfstraße 32 (bis 2013: Hauptstraße) LageFlur: 8, Flurstück: 98/1                                        | | 18. Jahrhundert    | 129004 DDB |
| Bild gesucht BW                                                                                         | Pfarrhaus                     | Alte Dorfstraße 34 (bis 2013: Hauptstraße) LageFlur: 8, Flurstück: 96/1                                        | | Um 1905            | 129005 DDB |
| Bild gesucht BW                                                                                         |                               | Alte Dorfstraße 35 (bis 2013: Hauptstraße) LageFlur: 8, Flurstück: 461/213                                     | | 18. Jahrhundert    | 128997 DDB |
| Bild gesucht BW                                                                                         |                               | Alte Dorfstraße 37 (bis 2013: Hauptstraße) LageFlur: 8, Flurstück: 462/216                                     | | 20. Jahrhundert    | 128999 DDB |
| Bild gesucht BW                                                                                         |                               | Alte Dorfstraße 41 (bis 2013: Hauptstraße) LageFlur: 8, Flurstück: 222/3                                       | | 18. Jahrhundert    | 129002 DDB |
| Bild gesucht BW                                                                                         |                               | Alte Dorfstraße 43 (bis 2013: Hauptstraße) LageFlur: 8, Flurstück: 466/230                                     | | 18. Jahrhundert    | 129003 DDB |
| weitere Bilder                                                                                          | Evangelische Laurentiuskirche | Alte Dorfstraße 45 (bis 2013: Hauptstraße) LageFlur: 8, Flurstück: 233, 234                                    | Saalbau mit geschweiftem Frontgiebel. Kirchenschiff, Emporen, Herrschaftsstand und Kanzel alle 1780, bergfriedartiger Westturm von Anfang des 13. Jahrhunderts. | Ersterwähnung 1238 | 128143 DDB |
| Bild gesucht BW                                                                                         |                               | Alte Dorfstraße 47 (bis 2013: Hauptstraße) LageFlur: 8, Flurstück: 237/4                                       | | 18. Jahrhundert    | 129006 DDB |
| Bild gesucht BW                                                                                         | Ehemaliges Schul- und Rathaus | Alte Dorfstraße 51 (bis 2013: Hauptstraße) LageFlur: 8, Flurstück: 239/1                                       | Heimatmuseum, ehemalige Schule und Rathaus | 19. Jahrhundert    | 129007 DDB |
| Bild gesucht BW                                                                                         |                               | Alte Dorfstraße 59 (bis 2013: Hauptstraße) LageFlur: 8, Flurstück: 54/2                                        | | 20. Jahrhundert    | 129009 DDB |
| Bild gesucht BW                                                                                         |                               | Alte Dorfstraße 63 (bis 2013: Hauptstraße) LageFlur: 8, Flurstück: 69/1, 69/2                                  | Dreiseithof | 19. Jahrhundert    | 129010 DDB |
| Schule                                                                                                  | Schule                        | Alte Dorfstraße 66 (bis 2013: Hauptstraße) LageFlur: 7, Flurstück: 30                                          | | Um 1900            |            |
| Bild gesucht BW                                                                                         | Friedhof                      | Friedhofstraße, Friedhofstraße 8 LageFlur: 9, Flurstück: 2/2, 86                                               | | 19. Jahrhundert    | 128992 DDB |
| Bild gesucht BW                                                                                         | Kindergarten                  | Hopfengartenstraße 9/11 LageFlur: 7, Flurstück: 46/3                                                           | | 1930er Jahre       | 129014 DDB |
| Jüdischer Friedhof in Niedermittlau, Gemeinde Hasselroth in Hessen, Ansicht des neueren Teils von Süden | Jüdischer Friedhof            | Judentotenhof (Alte Dorfstraße (bis 2013: Hauptstraße)/Ecke Altenmittlauer Weg) LageFlur: 24, Flurstück: 142/1 | | Vermutlich um 1700 | 129012 DDB |
| Bild gesucht BW                                                                                         |                               | Neugasse 31/33 LageFlur: 8, Flurstück: 465/227                                                                 | | 19. Jahrhundert    | 129015 DDB |
| Bild gesucht BW                                                                                         |                               | Obere Heeg 3 (bis 2013: Heegstraße) LageFlur: 9, Flurstück: 105/3                                              | | Um 1910            | 129013 DDB |
| Bild gesucht BW                                                                                         |                               | Stichelstraße 16 LageFlur: 8, Flurstück: 321                                                                   | | Um 1905            | 129017 DDB |
| Bild gesucht BW                                                                                         |                               | Stichelstraße 20 LageFlur: 8, Flurstück: 241/2                                                                 | Dreiseithof | 19. Jahrhundert    | 129008 DDB |
| Bild gesucht BW                                                                                         |                               | Wiesenheegstraße 57 LageFlur: 25, Flurstück: 296                                                               | | Um 1910            | 129018 DDB |

## Abgegangene Kulturdenkmäler
| Bild            | Bezeichnung | Lage                                                                  | Beschreibung    | Bauzeit         | Objekt-Nr. |
| --------------- | ----------- | --------------------------------------------------------------------- | --------------- | --------------- | ---------- |
| Bild gesucht BW |             | Neuenhaßlau, Alte Hanauer Landstraße 11 LageFlur: 12, Flurstück: 56/1 | 2013 abgerissen | 19. Jahrhundert | ehemals    |